# Bill Johnston
William M. Johnston, Bill Johnston (ur. 2 listopada 1894 w San Francisco, zm. 1 maja 1946 w San Francisco) – amerykański tenisista, zwycięzca Wimbledonu i mistrzostw USA, siedmiokrotny zdobywca Pucharu Davisa.

## Kariera tenisowa
Johnston nauczył się grać w tenisa jako nastolatek, początkowo podpatrując graczy na publicznych kortach w San Francisco. Słynął głównie z topspinowego forhendu. Uderzenie to uchodziło za najlepszy forhend na świecie do czasu występów ekwadorskiego gracza, Pancho Segury. Amerykanin skutecznie grał również wolejem.
Startując w mistrzostwach USA (obecnie US Open) osiągnął łącznie 8 finałów. Mistrzem zawodów został w latach 1915 i 1919. W 1915 roku pokonał w spotkaniu o tytuł Maurice’a McLoughlina, a w edycji z 1919 roku Williama Tildena. Razem z Tildenem zmierzył się w finale w latach 1920, 1922–1925, ponosząc porażki. Dla odróżnienia od rywala Johnston nazywany był Little Bill. W 1916 roku przegrał finałowe spotkanie z Richardem N. Williamsem.
W grze podwójnej mistrzostw USA Johnston odniósł 3 triumfy, wszystkie z Clarence’em Griffinem oraz dotarł do 1 finału. Para była najlepsza w latach 1915, 1916, 1920. W 1921 roku Johnston został zwycięzcą turnieju mikstowego, wspólnie z Mary Kendall Browne.
W 1923 roku Amerykanin wygrał Wimbledon, po pokonaniu w finale Francisa Huntera.
Johnston miał w swoim dorobku także tytuły mistrza USA na kortach ziemnych, w 1919 i 1920 roku w singlu, w 1919 roku w deblu z Samem Hardym.
Niezależnie od rywalizacji indywidualnej z Tildenem Johnston tworzył z nim skuteczny debel w Pucharze Davisa. Tych dwóch graczy decydowało o serii zwycięstw USA w Pucharze Davisa w latach 1920–1926, w tym okresie Johnston jedyną porażkę poniósł w 1923 roku z Australijczykiem Jamesem Outramem Andersonem. Zgodnie z ówczesnym regulaminem ekipa broniąca trofeum w kolejnej edycji rozgrywek występowała jedynie w finale, stając naprzeciw rywala wyłonionego z grona pretendentów. Do finału w 1920 roku Amerykanie przystępowali z pozycji pretendentów, mając na koncie zwycięstwa nad Francuzami i Brytyjczykami. W finale przeciwko Australii Johnston pokonał Geralda Pattersona i Normana Brookesa, a w parze z Tildenem zdobył także punkt deblowy. W 1921 roku w obronie Pucharu pokonał Japończyków Zenzō Shimizu i Ichiya Kumagae, w 1922 roku Australijczyków Pattersona i Johna Hawkesa, w 1923 roku Australijczyka Hawkesa (przegrał z Andersonem). W 1924 roku na pozycji drugiego singlisty Johnstona zastąpił Vincent Richards, a udział Johnstona ograniczył się do debla z Tildenem, w którym Amerykanie pokonali Pattersona i Patricka O’Harę Wooda. Kolejne trzy edycje to rywalizacja Amerykanów z Francją. W 1925 i 1926 roku Johnston w obu finałach zwyciężał z Reném Lacostem i Jeanem Borotrą, ale w 1927 roku to Francuzi zakończyli zwycięsko rywalizację. W tym finale Johnston poniósł dwie porażki, z Reném Lacostem i Henriem Cochetem, co przy porażce Tildena z Lacostem przesądziło o wyniku.
Wkrótce po nieudanym finale Pucharu Davisa w 1927 roku Johnston zakończył karierę. Od czasu służby wojskowej w czasie I wojny światowej jego zdrowie nie było w najlepszym stanie, zmarł w 1946 roku w wieku 51 lat na gruźlicę. W 1958 roku jego nazwisko wpisano do międzynarodowej tenisowej galerii sławy.

### Finały w turniejach wielkoszlemowych

#### Gra pojedyncza (3–6)
| Końcowy wynik | Nr | Data | Turniej                                 | Nawierzchnia | Przeciwnik          | Wynik finału             |
| ------------- | -- | ---- | --------------------------------------- | ------------ | ------------------- | ------------------------ |
| Zwycięzca     | 1. | 1915 | U.S. National Championships, Nowy Jork  | Trawiasta    | Maurice McLoughlin  | 1:6, 6:0, 7:5, 10:8      |
| Finalista     | 1. | 1916 | U.S. National Championships, Nowy Jork  | Trawiasta    | Richard N. Williams | 6:4, 4:6, 6:0, 2:6, 4:6  |
| Zwycięzca     | 2. | 1919 | U.S. National Championships, Nowy Jork  | Trawiasta    | William Tilden      | 6:4, 6:4, 6:3            |
| Finalista     | 2. | 1920 | U.S. National Championships, Nowy Jork  | Trawiasta    | William Tilden      | 1:6, 6:1, 5:7, 7:5, 3:6  |
| Finalista     | 3. | 1922 | U.S. National Championships, Filadelfia | Trawiasta    | William Tilden      | 6:4, 6:3, 2:6, 3:6, 4:6  |
| Zwycięzca     | 3. | 1923 | Wimbledon, Londyn                       | Trawiasta    | Francis Hunter      | 6:0, 6:3, 6:1            |
| Finalista     | 4. | 1923 | U.S. National Championships, Filadelfia | Trawiasta    | William Tilden      | 4:6, 1:6, 4:6            |
| Finalista     | 5. | 1924 | U.S. National Championships, Nowy Jork  | Trawiasta    | William Tilden      | 1:6, 7:9, 2:6            |
| Finalista     | 6. | 1925 | U.S. National Championships, Nowy Jork  | Trawiasta    | William Tilden      | 6:4, 9:11, 3:6, 6:4, 3:6 |

#### Gra podwójna (3–1)
| Końcowy wynik | Nr | Data | Turniej                                | Nawierzchnia | Partner             | Przeciwnicy                    | Wynik finału            |
| ------------- | -- | ---- | -------------------------------------- | ------------ | ------------------- | ------------------------------ | ----------------------- |
| Zwycięzca     | 1. | 1915 | U.S. National Championships, Nowy Jork | Trawiasta    | Clarence Griffin    | Tom Bundy Maurice McLoughlin   | 2:6, 6:3, 6:4, 3:6, 6:3 |
| Zwycięzca     | 2. | 1916 | U.S. National Championships, Nowy Jork | Trawiasta    | Clarence Griffin    | Ward Dawson Maurice McLoughlin | 6:4, 6:3, 5:7, 6:3      |
| Zwycięzca     | 3. | 1920 | U.S. National Championships, Nowy Jork | Trawiasta    | Clarence Griffin    | Willis Davis Roland Roberts    | 6:2, 6:2, 6:3           |
| Finalista     | 1. | 1927 | U.S. National Championships, Nowy Jork | Trawiasta    | Richard N. Williams | Francis Hunter William Tilden  | 8:10, 3:6, 3:6          |

#### Gra mieszana (1–0)
| Końcowy wynik | Nr | Data | Turniej                                 | Nawierzchnia | Partnerka           | Przeciwnicy                  | Wynik finału  |
| ------------- | -- | ---- | --------------------------------------- | ------------ | ------------------- | ---------------------------- | ------------- |
| Zwycięzca     | 1. | 1921 | U.S. National Championships, Filadelfia | Trawiasta    | Mary Kendall Browne | Molla Mallory William Tilden | 3:6, 6:4, 6:3 |